# Десетоугао
У геометрији, десетоугао је многоугао са десет темена и десет страница.

### Правилни десетоугао
Правилни десетоугао је десетоугао код кога су све странице једнаке дужине и сви унутрашњи углови једнаки.
Сваки унутрашњи угао правилног десетоугла има 144° (степена), а збир свих унутрашњих углова било ког десетоугла износи 1440°.

Ако му је основна страница дужине {\displaystyle a\,\!}, површина правилног десетоугла се одређује формулом

{\displaystyle P={\frac {5a^{2}}{2}}\mathop {\mathrm {ctg} } \,{\frac {\pi }{10}}={\frac {5a^{2}}{2}}{\sqrt {5+2{\sqrt {5}}}}\approx 7.69421a^{2}}.

Ако је {\displaystyle R} - полупречник описаног круга, а {\displaystyle r} - полупречник уписаног круга, онда важи
{\displaystyle R={\frac {a}{2}}(1+{\sqrt {5}})=a\phi }, где је {\displaystyle \phi \,\!} златна размера, и 

{\displaystyle r={\frac {a}{2}}{\sqrt {5+2{\sqrt {5}}}}}.
Обим правилног десетоугла коме је страница дужине {\displaystyle a\,\!} биће једнак {\displaystyle 10a\,\!}.

### Конструкција
Правилни десетоугао се може конструисати уз помоћ лењира и шестара.

Једна од могућих конструкција се надовезује на конструкцију петоугла.
Довољно је најпре конструисати правилни петоугао, а затим и полуправу кроз свако његово теме која пролази кроз центар описане кружнице и у пресеку са кружницом добити још пет тачака које ће са теменима петоугла чинити десет темена правилног десетоугла.

## Где се може видети десетоугао
- Базилика Св. Гереона у Келну има десетоугаону куполу.
- Минервин храм у Риму има десетоугаону основу.